# Светящиеся живоглоты

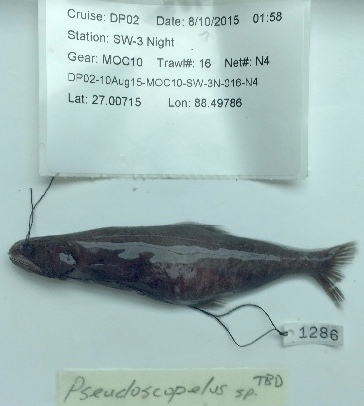
Pseudoscopelus scutatus

Светящиеся живоглоты (лат. Pseudoscopelus) — род лучепёрых рыб из семейства живоглотовых (Chiasmodontidae).

## Описание
Рыбы небольшого размера, длина тела представителей рода варьирует от 5,1 до 22,8 см. Тело и голова однотонного чёрного или тёмно-коричневого цвета за исключением небольшого белого пятна на верхней части головы.
На голове и теле имеются многочисленные фотофоры. Фотофоры отсутствуют у P. aphos и рудиментарные у P. parini. Для остальных представителей количество и расположение фотофоров является видовым признаком.

## Распространение
Широко распространены в тропических, субтропических, умеренных и полярных водах Атлантического, Тихого, Индийского и Южного океанов. Отсутствуют во внутренних морях: Балтийском, Средиземном, Чёрном и Красном. Морские мезо- и батипелагические рыбы. Встречаются на глубине от 30 до 2390 м.

## Классификация
В составе рода выделяют 16 видов:
- Pseudoscopelus altipinnis A. E. Parr, 1933
- Pseudoscopelus aphos Prokofiev & Kukuev, 2005
- Pseudoscopelus astronesthidens Prokofiev & Kukuev, 2006
- Pseudoscopelus australis Prokofiev & Kukuev, 2006
- Pseudoscopelus bothrorrhinos M. R. S. de Melo, H. J. Walker & Klepadlo, 2007
- Pseudoscopelus cephalus Fowler, 1934
- Pseudoscopelus cordilluminatus Melo, 2010
- Pseudoscopelus lavenbergi Melo, Walker & Klepadlo, 2007
- Pseudoscopelus obtusifrons (Fowler, 1934)
- Pseudoscopelus odontoglossum Melo, 2010
- Pseudoscopelus parini Prokofiev & Kukuev, 2006
- Pseudoscopelus paxtoni Melo, 2010
- Pseudoscopelus pierbartus Spitz, Quéro & Vayne, 2007
- Pseudoscopelus sagamianus Tanaka, 1908 — Сагамийский светящийся живоглот[1]
- Pseudoscopelus scriptus Lütken, 1892
- Pseudoscopelus scutatus Krefft, 1971